# Innocenzo da Petralia

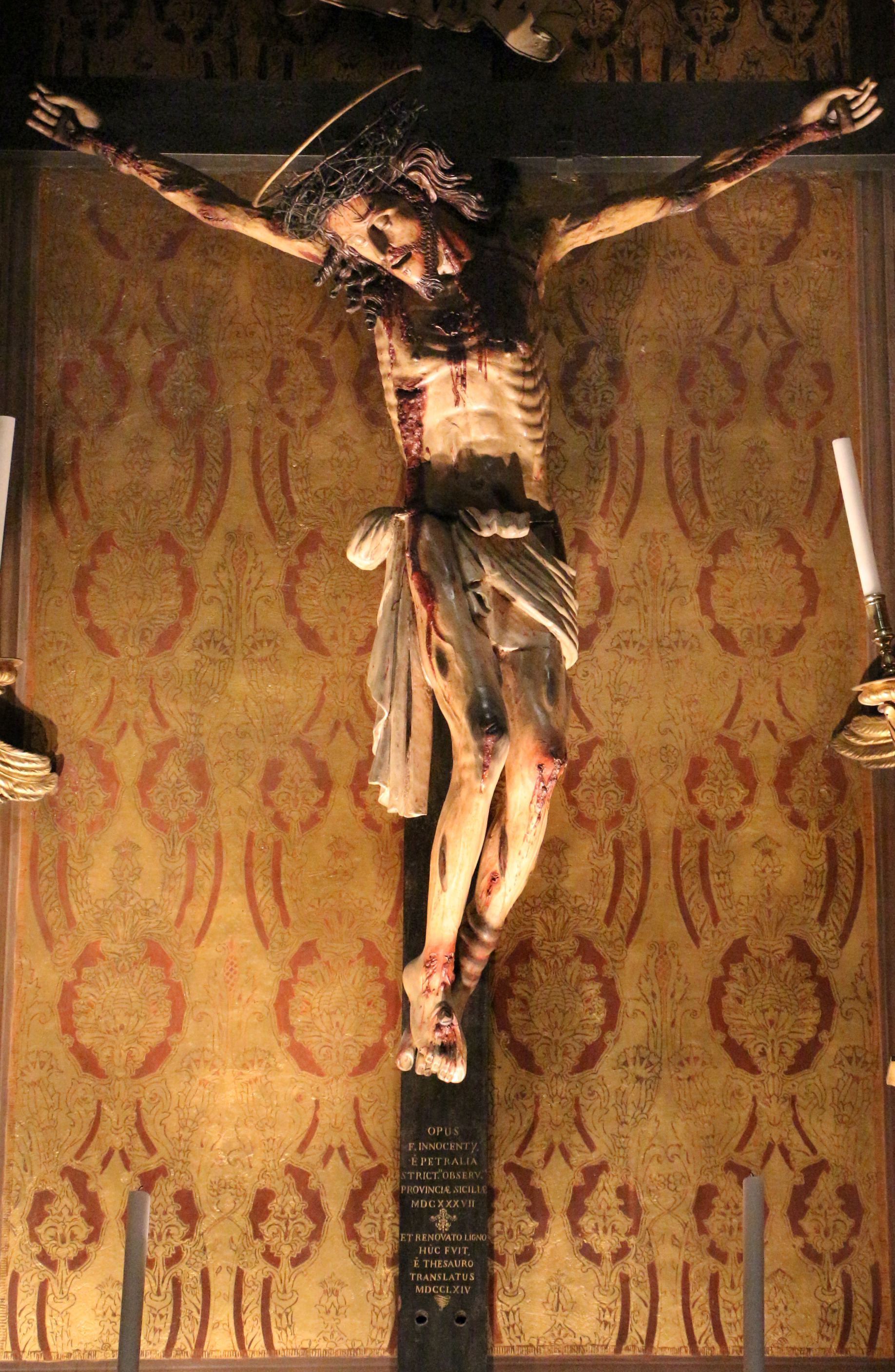
Kruzifixe im Loreto

Fra Innocenzo da Petralia (tätig in der ersten Hälfte des 17. Jahrhunderts) war ein sizilianischer Bildschnitzer von Kruzifixen aus Petralia Soprana.

## Leben
Fra Innocenzo da Petralia war Angehöriger des Minoritenordens. Über seinen Lebensweg ist nichts bekannt. Er wirkte auf Sizilien und auf dem italienischen Festland vorwiegend in den Marken. Seine stilistische Nähe zu Umile da Petralia legt die Vermutung nahe, dass er von diesem, ebenfalls in Petralia Soprana wirkenden, Minoritenpater und Kruzifixschnitzer ausgebildet wurde. Die Kruzifixe von Fra Innocenzo genießen, wie die von Fra Umile wegen des starken expressiven Ausdrucks der Christusfiguren eine hohe Verehrung.

## Kruzifixe auf Sizilien (Auswahl)
- Chiesa di Santa Maria Maggiore (Isnello, 1625)
- Chiesa Santa Croce (Furnari, 1630)
- Santuario Castello Belice (Marianopoli, 1638)
- Chiesa di Sant’Antonio (Palermo, 1639 mit Umile da Petralia)
- Convento di San Francesco (Sant’Angelo di Brolo, 1644)
- Chiesa di Santa Maria di Gesù (Corleone)
- Chiesa di Santa Anna (Palermo)
- Chiesa Santissimo Croce (Misilmeri)

## Kruzifixe außerhalb Siziliens
- Chiesa di Santa Maria Maddalena (Porretta Terme, 1630)
- Chiesa di Santa Maria della Misericordia (Cagli, 1630)
- Chiesa di San Girolamo (Gubbio, 1631)
- Chiesa San Giovanni Battista (Pesaro, 1636)
- Chiesa del Cuore Immacolato di Maria (Ascoli Piceno, 1636)
- Basilica Santa Casa (Loreto, 1637)
- Chiesa Santa Caterina (Fabriano)
- Convento di San Damiano (Assisi)
- Chiesa San Lorenzo (San Lorenzo in Campo)
- Chiesa di San Giovanni (Gradara)
- Chiesa die Santa Maria di Gesù (Valletta, Malta, um 1639)